# Enicospilus cardaleae
Enicospilus cardaleae är en stekelart som beskrevs av Ian D. Gauld 1977. Enicospilus cardaleae ingår i släktet Enicospilus och familjen brokparasitsteklar. Inga underarter finns listade i Catalogue of Life.